# Robert Jan Goedbloed
Robert Jan Goedbloed (ur. 8 sierpnia 1946 w Hadze, zm. 5 października 2001 w Huizen) – holenderski polityk i bankowiec, deputowany do Parlamentu Europejskiego IV kadencji.

## Życiorys
Ukończył prawo europejskie na Uniwersytecie w Lejdzie. Zawodowo związany głównie z AMRO Bankiem, pracował m.in. w Stanach Zjednoczonych i Kanadzie. Był radnym miejskim w Huizen, działaczem organizacji pracodawców i od 1977 członkiem Partii Ludowej na rzecz Wolności i Demokracji. W 1998 objął wakujący mandat posła do Parlamentu Europejskiego, który wykonywał do 1999.